# Triacetin
Triacetin (Glycerintriacetat) ist ein Ester aus dem Triol Glycerin und Essigsäure.

## Gewinnung und Darstellung
Es wird aus Glycerin und Essigsäure synthetisiert.

## Eigenschaften
Triacetin ist eine farblose, ölig bis ranzig riechende Flüssigkeit. Es ist mit Ethanol, Diethylether und Chloroform mischbar, nicht jedoch mit aliphatischen Kohlenwasserstoffen und natürlichen oder mineralischen Ölen. Zudem ist es etwas löslich in Wasser.
Der Flammpunkt liegt bei 138 °C, die Zündtemperatur bei 430 °C.

## Verwendung
Es wird verwendet als Weichmacher für Lacke und Klebstoffe, als Zusatzstoff für spezielle Härter oder als Verklebungsmittel für die Herstellung von Zigarettenfiltern auf Celluloseacetat-Basis.
In der Lebensmittelindustrie wird es unter anderem als Weichmacher für Kaugummi oder als Aromenträger verwendet. Es wirkt antimikrobiell und wird als Weichmacher und wegen seiner hygroskopischen Wirkung auch als Feuchthaltemittel verwendet.
Es ist in der EU als Lebensmittelzusatzstoff ausschließlich für Kaugummis und Aromen zugelassen und trägt die Bezeichnung E 1518.